# Гупаловский сельский совет
Гу́паловский се́льский сове́т (укр. Гупалівська сільська рада) — входит в состав
Магдалиновского района
Днепропетровской области
Украины.
Административный центр сельского совета находится в 
с. Гупаловка.

## Населённые пункты совета
- с. Гупаловка